# Ерсин Татар
Ерсин Татар (тур. Ersin Tatar; нар. 7 вересня 1960, Нікосія) — державний і політичний діяч невизнаної міжнародною спільнотою Турецької Республіки Північного Кіпру. Обійняв посаду прем'єр-міністра 22 травня 2019, після розпаду коаліційного уряду Туфана Ерхюмана. Також є очільником Партії національної єдності і був лідером опозиції. Президент Північного Кіпру з 23 жовтня 2020.

## Ранній період життя
Ерсин народився 7 вересня 1960 року у Нікосії, син політика Рюстема Татара та його дружини Джанев Татар. Закінчив школу-інтернат — Forest School, приватну школу у східному Лондоні, Англія, в 1982 році здобув економічну освіту у Джизус-коледжі, Кембридж

## Кар'єра
1982—1986 рік Татар працював дипломованим бухгалтером в PriceWaterhouse, Велика Британія. 1986—1991 працював у Polly Peck і був помічником бухгалтера компанії, коли вона збанкрутувала з боргами у 1,3 млрд фунтів стерлінгів
В результаті судового розгляду, який призвів до того, що генеральний директор Асіл Надір отримав десятирічний термін ув'язнення, стверджувалося, що Татар «допомагав пану Надіру в нечесному переміщенні грошей з рахунків фірми і мав тісні робочі стосунки з босом Полі Пек». Коли Татар відвідав Велику Британію в 2019 році, вперше з 1991 року, існувала занепокоєність щодо того, що його можуть заарештувати за його діяльність у Polly Peck, але Британське бюро розслідування шахрайств заявило, що це «більше не відповідає суспільним інтересам».
В 1991 році переїхав до Анкари, де працював у FMC Nurol Defense Industry Co до 1992 року. 1992—2001 був генеральним продюсером Show TV, турецького телевізійного каналу, що належить Ciner Media Group. В 1996 році заснував власний телевізійний канал Kanal T в Нікосії
Ерсин також був активним членом спільноти кіпрської діаспори в Туреччині, а також головою Стамбульської турецької кіпрської культурної асоціації 1997—2001

## Політика
Татар пішов у політику в 2003 році, приєднавшись до UBP. Вперше він був обраний до парламенту в 2009 році, і обіймав посаду міністра фінансів при Дервіші Ероглу до поразки його партії в 2013 році. У 2015 році він балотувався до керівництва UBP і програв. В 2018 році він знову балотувався і переміг.
В 2019 висловився на підтримку турецького наступу на північному сході Сирії і заявив, що турки-кіпріоти завжди на боці Туреччини
Ерсин Татар підтримує план «дві держави для двох народів» для рішення Кіпрського конфлікту.